# Neudorf (Harzgerode)

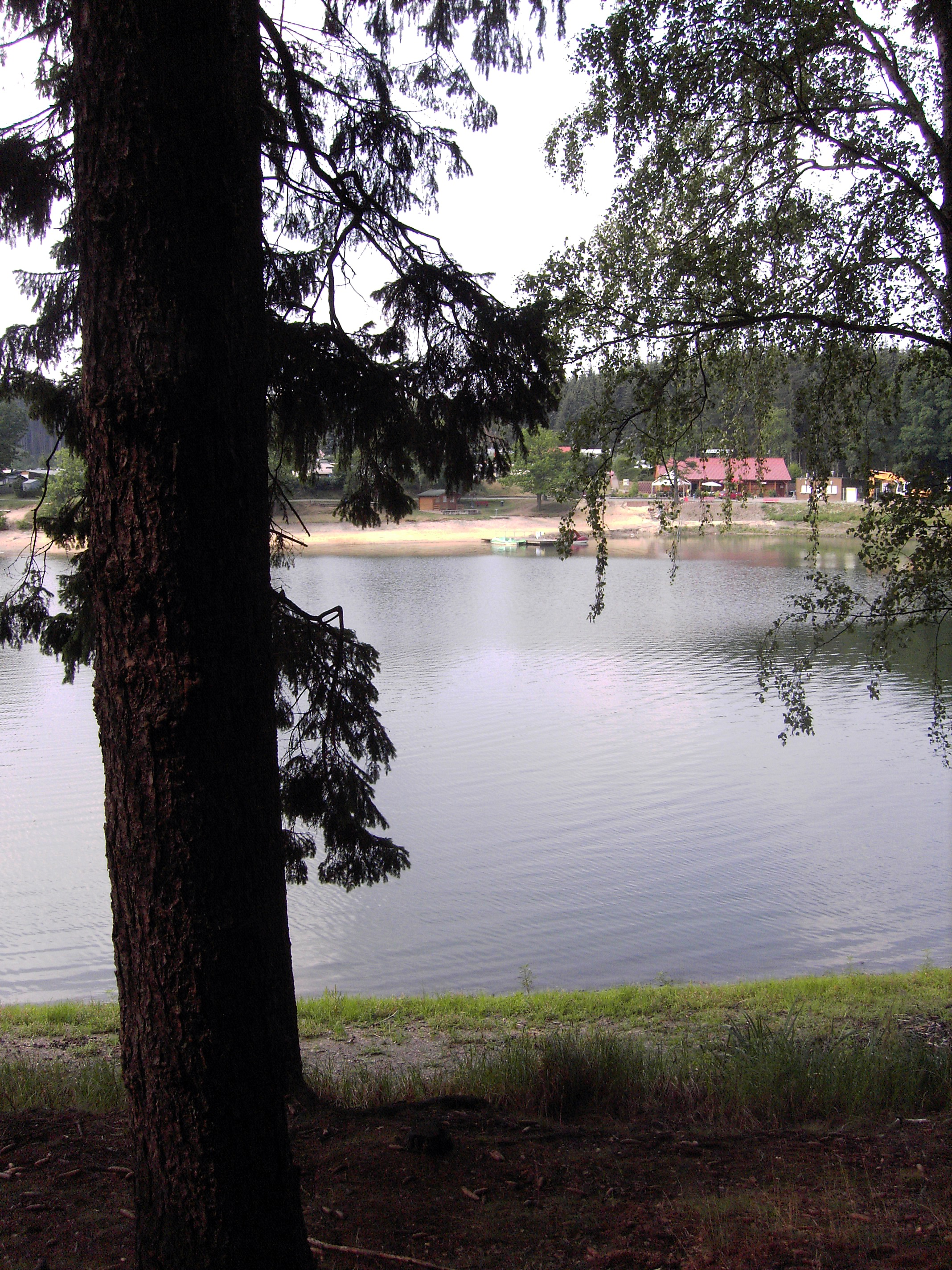
Birnbaumteich

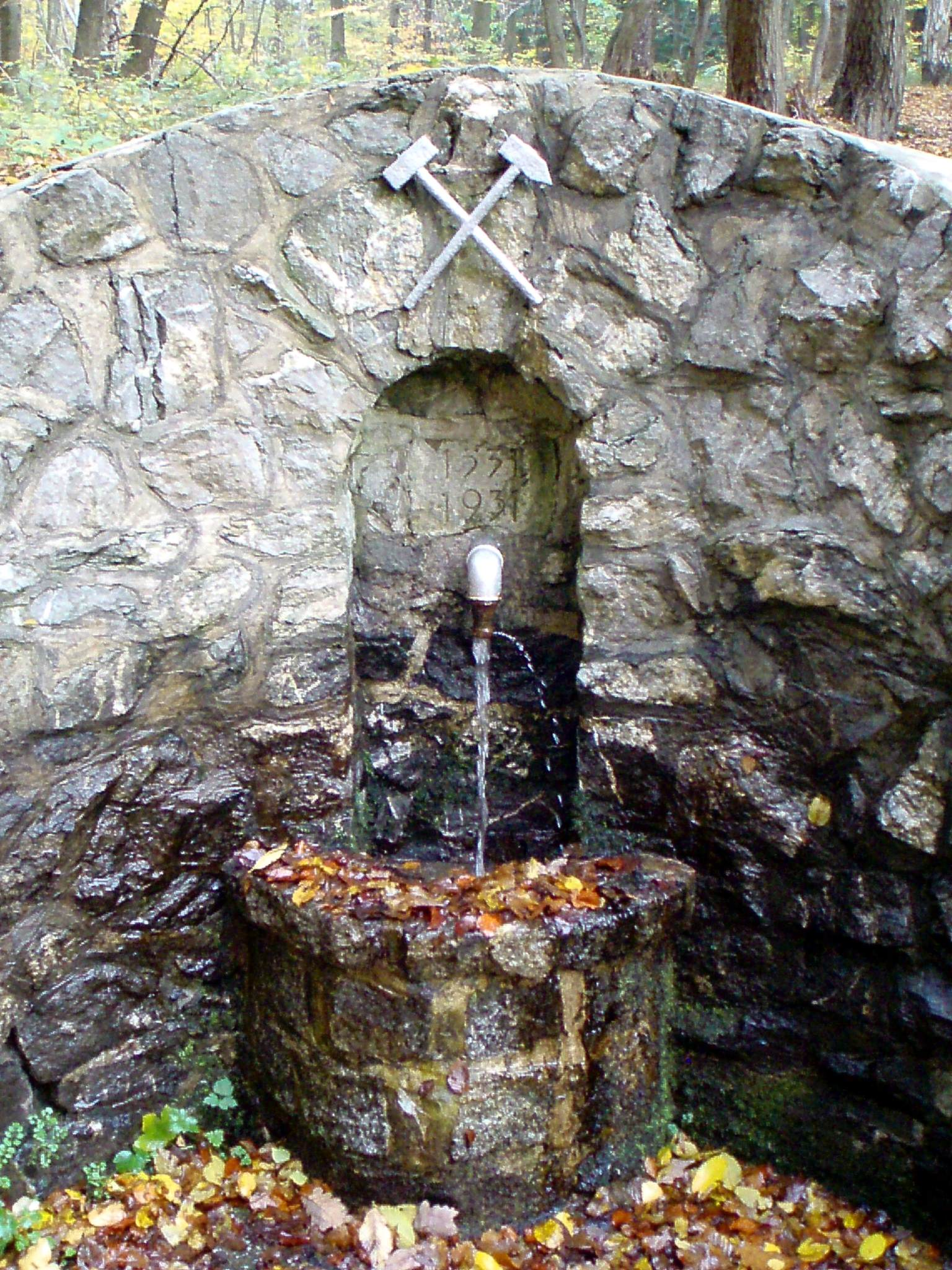
Stahlquelle

Neudorf ist ein Ortsteil der Stadt Harzgerode im Landkreis Harz in Sachsen-Anhalt (Deutschland).

## Geografie

### Geografische Lage
Neudorf liegt im östlichen Unterharz, südlich der Stadt Harzgerode und ist mit dieser durch eine Buslinie der Harzer Verkehrsbetriebe verbunden.
Der Ort liegt auf einem Hochplateau etwa 440 m über dem Meeresspiegel im Quellgebiet der Schmalen Wipper. Umgeben von den stehenden Gewässern Gondel-, Grenz-, Enten-, Birnbaum-, Teufels- und Fürstenteich sowie diversen kleineren Gewässern besitzt Neudorf eine Wasserfläche von 421 Quadratmeter pro Einwohner und ist damit (laut dem statistischen Bundesamt 2012) der wasserreichste Ort Sachsen-Anhalts. 

## Geschichte
Im Gelände des südlich von Harzgerode gelegenen Teufelsteiches wurde erstmals 1179 das Dorf Bölkendorf erwähnt. 1409 von Fürst Bernhard VI.  von Anhalt an die Herren von Hoym verlehnt, geriet die Gemarkung später an die Stolberger Grafen. 1531 ließ hier Graf Botho der Glückselige von Stolberg Neuendorf (Neudorf) anlegen und gliederte den Ort in das neu gebildete Amt Bärenrode ein. Die ersten Dorfhäuser wurden um den heutigen Kirchplatz errichtet. Ackerleute waren die ersten Siedler. Sie bauten bald eine kleine Kirche und erhielten 1542 den ersten evangelischen Prediger. 1576 wurden die Herren von Hoym Pfandinhaber des Amtes Bärenrode und verpfändeten es ihrerseits 1585 an Fürst Joachim Ernst von Anhalt. 1608 zählte die Einwohnerschaft des nun anhaltischen Dorfes 37 Grundstücksbesitzer, sieben Hausgenossen und dazu Pfarrer sowie Schulmeister. Ein freier Sattelhof mit Schäferei war von den Fürsten als Lehen vergeben. Der Dreißigjährige Krieg verwüstete das friedliche Dorf. 1806 wird von 58 Häusern mit 370 Einwohnern, die sich von Ackerbau, Viehzucht, Kohlenfahren und Holzhauen ernährten, berichtet. Geprägt wurde Neudorf seit seiner Gründung aber auch vom Bergbau und entwickelte sich besonders seit dem Ende des 18. und zu Beginn des 19. Jahrhunderts zum Bergmannsdorf. Schon frühzeitig wurden seine bekanntesten Erzgruben Meiseberg und Pfaffenberg erwähnt. 1454 bestand schon eine Hütte unter dem Pfaffenberg und 1457 belehnte der Halberstädter Bischof den Stolberger Grafen mit dem Bergbau am Meiseberg. Nach Unterbrechungen und auch eingeschränkter Fördertätigkeit wurden die Neudorfer Gruben ab Beginn des 19. Jahrhunderts zu den wichtigsten der Harzgeröder Region zuletzt vor allem durch die Förderung von blei- und silberhaltigem Erz, was sich deutlich in der Entwicklung des Dorfes widerspiegelte. Zählte es 1818 456 Einwohner, so stieg ihre Zahl über 1843 mit 819 auf 951 im Jahr 1905. 1823 war erstmals im Revier, in der Grube Pfaffenberg, eine Dampfmaschine für die Wasserhaltung eingesetzt worden. Die Ermordung zweier verhasster Bergbeamter am 9. Februar 1848 wird als Auftakt der 48er Revolution in Anhalt gewertet. 1887 entstand die jetzige Backsteinkirche. Schließlich wurde auch ein Arbeiterwohnheim für die vielen angeworbenen Arbeitskräfte des Bergbaus errichtet.
Bekannt wurde Neudorf im Harz durch den Bergbau und die dabei aufgefundenen Mineralstufen großer Schönheit, die bereits im 19. Jahrhundert begehrte Sammelobjekte waren (v. a. Stufen mit Bleiglanz-, Siderit-, Quarz-, Zinkblende- und Bournonit-Kristallen). Stufen dieser Zeit befinden sich u. a. in der Zincken-Sammlung im Schloss Bernburg. Neudorf war neben Straßberg lange Zeit ein Zentrum des Unterharzer Bergbaus. Die jüngeren Teile des Unterharzer Teich- und Grabensystems, des bergbaulichen Wasserwirtschaftssystems des mittleren Unterharzes, liegen größtenteils auf der Gemarkung Neudorf. Eine Vielzahl von Bergbautannen weisen heute im Ort auf die Lage der alten Bergwerke und der anderen bergbaulichen Anlagen hin.
Am Anfang des 20. Jahrhunderts endete die Bergbautätigkeit im Neudorfer Revier. Die Einwohnerzahl ging drastisch bis 1912 auf rund 600 Personen zurück. Nach Stilllegung der Gruben wurde der Fremdenverkehr als neue Erwerbsquelle ins Leben gerufen. 1929 registrierte man 1000 Erholungssuchende. Die von einem Bergmann entdeckte Stahlquelle wurde 1931 für den Fremdenverkehr erschlossen und trug zum guten Ruf Neudorfs als Erholungsort bei.
Zu DDR-Zeiten unterhielt der VEB Mansfeld-Kombinat „Wilhelm Pieck“ Eisleben Werksbahn ein Betriebs-Ferienlager „Freundschaft“ im Ortsteil Neudorf. Am westlichen Ortsrand betrieb zudem das VEB Getränkekombinat Dessau bis 1990 ein Kinderferienlager, dessen Überreste heute dem Verfall preisgegeben sind.
1985 wurde Neudorf staatlich anerkannter Erholungsort. 
Wichtigster Arbeitgeber ist gegenwärtig die Pflegeheim Drexler GmbH.
Am 1. September 2010 wurde Neudorf nach Harzgerode eingemeindet.

## Politik

### Wappen
| | Blasonierung: „Gespalten; vorn in Silber aus grünem Boden wachsend eine grüne Tanne, hinten neunmal Schwarz über Gold geteilt und mit einem roten Bergmannsgezähe belegt.“ |
| Wappenbegründung: Die Farben des Ortes sind Grün - Weiß (Silber). Der Inhalt des Wappens von Neudorf basiert auf einem 1990 durch Herrn Glathe von der Heraldischen Gesellschaft „Schwarzer Löwe“ Leipzig erarbeiteten Wappen. Die Tanne symbolisiert die landschaftliche Lage des Ortes und deren natürliche Besonderheit. Die gekreuzten Schlägel und Bergeisen, Werkzeuge der Bergleute, stehen für den über Jahrhunderte währenden Bergbau in und um den Ort, an den noch heute verschiedene Halden erinnern. Die Farben Schwarz und Gold sind die Farben Anhalts und verweisen auf die über Jahrhunderte währende Zugehörigkeit zu Anhalt. Das Wappen wurde in der Quedlinburger Wappenrolle unter der Nummer QWR II/90012 registriert. Das Wappen wurde von dem Heraldiker Hans Schulze aus Harzgerode gestaltet und am 13. März 2009 durch den Landkreis Harz genehmigt. | |

### Flagge
Die Flagge ist weiß - grün (1:1) gestreift (Längsform: Streifen senkrecht verlaufend) und mittig mit dem Ortswappen belegt.

## Tourismus
Seit 1910 ist Neudorf ein anerkannter Urlaubsort. Es gibt in Neudorf traditionelle Veranstaltungen, wie das Hexenfest zu Walpurgis, das Pfingstfest und das Stahlquellenfest. Das weitere touristische Angebot besteht aus geführten Wanderungen, Kutsch- und Kremserfahrten, Fahrrad- und Bootsverleih, Minigolf, Ponyreiten und Streichelzoo, Schlittenverleih im Winter und Rodelhügel und einem 50 km ausgeschilderten Wanderwegenetz sowie dem Ferienpark Birnbaumteich für Campingfreunde.

## Kultur und Sehenswürdigkeiten
- Heimatstube
- Evangelische Kirche St. Petrus und Paulus
- Birnbaumteich
- Stahlquelle
- Historischer Bergbaurundwanderweg (15 km)